# Episodi di Dieci sono pochi (terza stagione)
La terza stagione della serie televisiva Dieci sono pochi è stata trasmessa in anteprima negli Stati Uniti d'America dalla ABC tra il 13 settembre 1989 e il 4 maggio 1990.
| nº | Titolo originale           | Titolo italiano | Prima TV USA      | Prima TV Italia |
| -- | -------------------------- | --------------- | ----------------- | --------------- |
| 1  | Betrayal                   |                 | 13 settembre 1989 |                 |
| 2  | Quarterback Sneak          |                 | 29 settembre 1989 |                 |
| 3  | Who Cut the Cheese?        |                 | 6 ottobre 1989    |                 |
| 4  | Risky Business             |                 | 13 ottobre 1989   |                 |
| 5  | Simple Gifts               |                 | 20 ottobre 1989   |                 |
| 6  | A Couple of Swells         |                 | 3 novembre 1989   |                 |
| 7  | That Championship Season   |                 | 10 novembre 1989  |                 |
| 8  | Dangerous Liaison          |                 | 17 novembre 1989  |                 |
| 9  | St. Augie's Blues (Part 1) |                 | 24 novembre 1989  |                 |
| 10 | St. Augie's Blues (Part 2) |                 | 1º dicembre 1989  |                 |
| 11 | Skateboard                 |                 | 8 dicembre 1989   |                 |
| 12 | Highway to Heaven          |                 | 15 dicembre 1989  |                 |
| 13 | Comedy Tonight             |                 | 5 gennaio 1990    |                 |
| 14 | Poetic Justice             |                 | 12 gennaio 1990   |                 |
| 15 | Perfect Date               |                 | 19 gennaio 1990   |                 |
| 16 | Snow Job (Part 1)          |                 | 2 febbraio 1990   |                 |
| 17 | Snow Job (Part 2)          |                 | 9 febbraio 1990   |                 |
| 18 | False Impressions          |                 | 16 febbraio 1990  |                 |
| 19 | Cindy Breaks a Date        |                 | 23 febbraio 1990  |                 |
| 20 | Ratboy Lives               |                 | 16 marzo 1990     |                 |
| 21 | Heartbreaker               |                 | 30 marzo 1990     |                 |
| 22 | Smoke 'Em If You Got 'Em   |                 | 27 aprile 1990    |                 |
| 23 | Slaughter House Ten        |                 | 4 maggio 1990     |                 |